# Eleições estaduais no Paraná em 1982
As eleições estaduais no Paraná em 1982 ocorreram em 15 de novembro como parte das eleições gerais em 23 estados brasileiros e nos territórios federais do Amapá e Roraima. Foram eleitos o governador José Richa, o vice-governador Ferraz de Campos, o senador Álvaro Dias, 34 deputados federais e 58 deputados estaduais numa época onde não vigiam os dois turnos em eleições majoritárias. A vitória nas eleições foi do PMDB, na primeira disputa direta pelo Palácio Iguaçu desde a eleição de Paulo Pimentel em 1965 e nela existiram o voto vinculado, a sublegenda e a proibição de coligações partidárias. Foi também a última vez onde os eleitores domiciliados no Distrito Federal tiveram seus votos remetidos ao Paraná através de urnas especiais.
José Richa é formado em Odontologia na Universidade Federal do Paraná em 1959 e antes da graduação foi presidente da União Paranaense dos Estudantes e nessa época iniciou carreira jornalística. Sua vida política começou no PDC como correligionário de Ney Braga sendo eleito deputado estadual em 1962. Com o bipartidarismo baixado pelo Regime Militar de 1964 ingressou no MDB e foi reeleito em 1966, mas perdeu o embate para senador em 1970. Eleito prefeito de Londrina em 1972 conquistou uma cadeira no Senado Federal via sublegenda ao derrotar o arenista Túlio Vargas em 1978 mudando a seguir para o PMDB. Na disputa pelo Palácio Iguaçu seu maior rival foi Saul Raiz (PDS), prefeito biônico de Curitiba (1975-1979) no governo Jayme Canet Júnior.
Dono das maiores bancadas de deputados federais e estaduais o PMDB elegeu Álvaro Dias para o Senado Federal ao derrotar o ex-governador Ney Braga que concorreu pelo PDS.
Por imperativo do Ato Institucional Número Três não houve eleição para prefeito em Curitiba e em Barracão, Capanema, Foz do Iguaçu, Guaíra, Marechal Cândido Rondon, Medianeira, Pérola d'Oeste, Planalto, Santa Helena, Santo Antônio do Sudoeste, São José das Palmeiras e São Miguel do Iguaçu, restrição superada em 1985. Nos 297 municípios restantes as eleições ocorreram normalmente.

## Resultado da eleição para governador
Com informações oriundas do Tribunal Regional Eleitoral do Paraná.
| Candidatos a governador do estado | Candidatos a vice-governador      | Número | Coligação            | Votação   | Percentual |
| --------------------------------- | --------------------------------- | ------ | -------------------- | --------- | ---------- |
| José Richa PMDB                   | João Elísio Ferraz de Campos PMDB | 5      | PMDB (sem coligação) | 1.715.842 | 59,26%     |
| Saul Raiz PDS                     | João Paulino Vieira Filho PDS     | 1      | PDS (sem coligação)  | 1.130.475 | 39,05%     |
| Hamilton Magalhães PTB            | Valter Mota Campos PTB            | 4      | PTB (sem coligação)  | 30.202    | 1,04%      |
| Edésio Passos PT                  | Luís Baldi PT                     | 3      | PT (sem coligação)   | 12.048    | 0,42%      |
| Edson Sá PDT                      | Zulmira Simões PDT                | 2      | PDT (sem coligação)  | 6.679     | 0,23%      |
| Fontes:                           |                                   |        |                      |           |            |

## Resultado da eleição para senador
Com informações oriundas do Tribunal Regional Eleitoral do Paraná.
| Candidatos a senador da República | Primeiro suplente de senador                           | Número | Coligação            | Votação   | Percentual |
| --------------------------------- | ------------------------------------------------------ | ------ | -------------------- | --------- | ---------- |
| Álvaro Dias PMDB                  | Leite Chaves PMDB Belmiro Castor PMDB                  | 50     | PMDB (sem coligação) | 1.668.495 | 58,81%     |
| Ney Braga PDS                     | Francisco Antônio Sciarra PDS Egon Pudell PDS          | 10     | PDS (sem coligação)  | 1.120.886 | 39,51%     |
| Afonso Antoniuk PTB               | Alberto Carvalho Filho PTB Antônio Soares Portugal PTB | 40     | PTB (sem coligação)  | 29.565    | 1,04%      |
| Manoel Isaías de Santana PT       | Rosa Ferreira dos Santos PT Olímpio Paulo Filho PT     | 30     | PT (sem coligação)   | 11.722    | 0,42%      |
| José Raimundo Leite de Matos PDT  | Ruben de Oliveira PDT Cezar Ribas da Silva PDT         | 20     | PDT (sem coligação)  | 6.314     | 0,22%      |
| Fontes:                           |                                                        |        |                      |           |            |

## Deputados federais eleitos
São relacionados os candidatos eleitos com informações complementares da Câmara dos Deputados.

Representação eleita
  PMDB: 20
  PDS: 14

| Deputados federais eleitos | Partido | Votação | Percentual | Cidade onde nasceu           | Unidade federativa |
| Maurício Fruet             | PMDB    | 142.268 |            | Curitiba                     | Paraná             |
| Alencar Furtado            | PMDB    | 101.026 |            | Araripe                      | Ceará              |
| Hélio Duque                | PMDB    | 96.592  |            | Andaraí                      | Bahia              |
| Matos Leão                 | PMDB    | 88.514  |            | Inácio Martins               | Paraná             |
| Nelton Friedrich           | PMDB    | 82.539  |            | Sobradinho                   | Rio Grande do Sul  |
| Oscar Alves                | PDS     | 75.417  |            | Birigui                      | São Paulo          |
| Renato Johnsson            | PDS     | 72.139  |            | Curitiba                     | Paraná             |
| Norton Macedo              | PDS     | 72.126  |            | Curitiba                     | Paraná             |
| Reinhold Stephanes         | PDS     | 68.344  |            | Porto União                  | Santa Catarina     |
| Santos Filho               | PDS     | 67.711  |            | Bandeirantes                 | Paraná             |
| José Tavares               | PMDB    | 64.210  |            | Bela Vista do Paraíso        | Paraná             |
| Sebastião Rodrigues Júnior | PMDB    | 62.599  |            | Juiz de Fora                 | Minas Gerais       |
| Fabiano Braga Cortes       | PDS     | 59.816  |            | Lapa                         | Paraná             |
| Borges da Silveira         | PMDB    | 58.624  |            | Lapa                         | Paraná             |
| Alceni Guerra              | PDS     | 56.845  |            | Soledade                     | Rio Grande do Sul  |
| Antônio Mazurek            | PDS     | 56.727  |            | Londrina                     | Paraná             |
| Amadeu Geara               | PMDB    | 56.394  |            | Curitiba                     | Paraná             |
| Euclides Scalco            | PMDB    | 55.240  |            | Irati                        | Paraná             |
| Enéas Faria                | PMDB    | 52.452  |            | Curitiba                     | Paraná             |
| Santinho Furtado           | PMDB    | 47.198  |            | Santo Antônio do Aventureiro | Minas Gerais       |
| Antônio Ueno               | PDS     | 45.918  |            | Cambará                      | Paraná             |
| Paulo Marques              | PMDB    | 45.832  |            | Florianópolis                | Santa Catarina     |
| Walber Guimarães           | PMDB    | 45.027  |            | Colinas                      | Maranhão           |
| Otávio Cesário             | PDS     | 43.095  |            | Itajaí                       | Santa Catarina     |
| Renato Bueno               | PMDB    | 42.751  |            | Palmas                       | Paraná             |
| Anselmo Peraro             | PMDB    | 41.992  |            | Apucarana                    | Paraná             |
| Renato Bernardi            | PMDB    | 40.438  |            | Ibirá                        | São Paulo          |
| Ítalo Conti                | PDS     | 39.428  |            | Mallet                       | Paraná             |
| Olivir Gabardo             | PMDB    | 39.307  |            | União da Vitória             | Paraná             |
| Ary Kffuri                 | PDS     | 38.974  |            | Irati                        | Paraná             |
| Luiz Antônio Fayet         | PDS     | 38.275  |            | Curitiba                     | Paraná             |
| José Carlos Martinez       | PDS     | 38.108  |            | São Paulo                    | São Paulo          |
| Pedro Sampaio              | PMDB    | 36.677  |            | Tomazina                     | Paraná             |
| Aroldo Moletta             | PMDB    | 34.389  |            | Palmeira                     | Paraná             |

## Deputados estaduais eleitos
Na disputa pelas 58 vagas da Assembleia Legislativa do Paraná o PMDB conquistou 34 vagas contra 24 do PDS.

Representação eleita
  PMDB: 34
  PDS: 24

| Deputados estaduais eleitos    | Partido | Votação | Percentual | Cidade onde nasceu | Unidade federativa |
| Ervin Bonkoski                 | PMDB    | 104.616 |            | Perdizes           | Minas Gerais       |
| Hermas Brandão                 | PMDB    | 48.921  |            | Campinas           | São Paulo          |
| Nilso Sguarezi                 | PMDB    | 47.293  |            | Lagoa Vermelha     | Rio Grande do Sul  |
| Luiz Alberto de Oliveira       | PDS     | 43.962  |            | Clevelândia        | Paraná             |
| Djalma de Almeida César        | PMDB    | 43.454  |            | Piracicaba         | São Paulo          |
| Airton Cordeiro                | PDS     | 42.581  |            | Curitiba           | Paraná             |
| Deni Schwartz                  | PMDB    | 40.834  |            | União da Vitória   | Paraná             |
| Aníbal Khury                   | PMDB    | 39.502  |            | Porto União        | Santa Catarina     |
| Tadeu França                   | PMDB    | 35.926  |            | Santa Fé           | Paraná             |
| Erondy Silvério                | PDS     | 34.898  |            | Guarapuava         | Paraná             |
| Artagão de Mattos Leão         | PMDB    | 33.899  |            | Ponta Grossa       | Paraná             |
| Roberto Requião                | PMDB    | 33.414  |            | Curitiba           | Paraná             |
| Nestor Baptista                | PMDB    | 32.811  |            | Ponta Grossa       | Paraná             |
| Nelson Guimarães Vasconcellos  | PMDB    | 32.260  |            | Umuarama           | Paraná             |
| Acyr Mezzadri                  | PMDB    | 31.922  |            | Lapa               | Paraná             |
| Luiz Gabriel Guimarães Sampaio | PDS     | 31.495  |            | Maringá            | Paraná             |
| Rubens Bueno                   | PMDB    | 31.252  |            | Sertanópolis       | Paraná             |
| Francisco Escorsin             | PDS     | 30.692  |            | Jaguariaíva        | Paraná             |
| Amélia Hruschka                | PMDB    | 30.618  |            | Lins               | São Paulo          |
| Donato Gulin                   | PDS     | 30.469  |            | Curitiba           | Paraná             |
| Luiz Carlos Caíto Quintana     | PMDB    | 30.460  |            | Santo Augusto      | Rio Grande do Sul  |
| Antônio Anibelli               | PMDB    | 30.249  |            | Clevelândia        | Paraná             |
| Sabino Brasil Nunes de Campos  | PMDB    | 30.032  |            | Goioerê            | Paraná             |
| Eduardo Ferreira Baggio        | PMDB    | 29.499  |            | Colombo            | Paraná             |
| Irondi Pugliesi                | PMDB    | 29.064  |            | Apucarana          | Paraná             |
| Gernote Gilberto Kirinus       | PMDB    | 28.911  |            | Carazinho          | Rio Grande do Sul  |
| José Tadeu Lúcio Machado       | PMDB    | 28.623  |            | Jacarezinho        | Paraná             |
| Mário Pereira                  | PMDB    | 28.337  |            | Itajaí             | Santa Catarina     |
| Werner Wanderer                | PDS     | 27.331  |            | Concórdia          | Santa Catarina     |
| Arleir Tilfrid Ferrari Junior  | PMDB    | 26.911  |            | Curitiba           | Paraná             |
| Ezequias Losso                 | PDS     | 26.882  |            | Marialva           | Paraná             |
| Trajano Bastos                 | PMDB    | 26.864  |            | Guarapuava         | Paraná             |
| Nelson Fiori Luiz Malaguido    | PMDB    | 26.602  |            | Londrina           | Paraná             |
| Tercio Alves de Albuquerque    | PDS     | 26.382  |            | Cajueiro           | Paraná             |
| Toguio Setogutte               | PDS     | 25.946  |            | Nova Esperança     | Paraná             |
| Ivan de Azevedo Gubert         | PDS     | 25.586  |            | Curitiba           | Paraná             |
| Basilio Zanusso                | PDS     | 24.996  |            | José Bonifácio     | São Paulo          |
| Augusto de Oliveira Carneiro   | PDS     | 24.941  |            | Reserva            | Paraná             |
| Wilson Figueiredo Fortes       | PDS     | 24.173  |            | Jacarezinho        | Paraná             |
| Jorge Amin Maia Filho          | PDS     | 23.947  |            | Pitanga            | Paraná             |
| Leônidas Chaves                | PDS     | 23.927  |            | Turvo              | Paraná             |
| Gilberto Carvalho              | PDS     | 23.795  |            | Bandeirantes       | Paraná             |
| Edmar Luiz Costa               | PMDB    | 23.687  |            | Curitiba           | Paraná             |
| Dirceu Silveira Manfrinato     | PMDB    | 23.515  |            | Bauru              | São Paulo          |
| Osvaldo Alencar Furtado        | PMDB    | 23.320  |            | Araripe            | Ceará              |
| Nelson Buffara                 | PDS     | 23.155  |            | Curitiba           | Paraná             |
| Edgard Ribeiro Pimentel        | PDS     | 22.886  |            | Curitiba           | Paraná             |
| Odeni Villaca Mongruel         | PDS     | 22.831  |            | Itaperuçu          | Paraná             |
| Márcio José de Almeida         | PMDB    | 22.681  |            | Campo Magro        | Paraná             |
| Quielse Crisóstomo             | PDS     | 22.128  |            | Bocaiúva do Sul    | Paraná             |
| Péricles Pacheco da Silva      | PDS     | 21.983  |            | Curitiba           | Paraná             |
| Adhail Sprenger Passos         | PMDB    | 21.660  |            | Guarapuava         | Paraná             |
| Fuad Nacli                     | PDS     | 21.409  |            | Guarapuava         | Paraná             |
| Gabriel Manoel                 | PDS     | 21.285  |            | Paranaguá          | Paraná             |
| Orlando Pessuti                | PMDB    | 21.092  |            | Califórnia         | Paraná             |
| Sérgio Spada                   | PMDB    | 20.663  |            | Planalto           | Rio Grande do Sul  |
| Homero Oguido                  | PMDB    | 20.503  |            | Londrina           | Paraná             |
| José Antônio Fonseca           | PMDB    | 20.064  |            | Canoas             | Rio Grande do Sul  |

## Resumo da votação
Com informações oriundas do Tribunal Regional Eleitoral do Paraná cujo banco de dados informa que houve 934.560 abstenções (22,55%) entre os 4.144.310 eleitores aptos a votar.
| Cargo      | Votos válidos      | Votos em branco | Votos nulos    | Comparecimento   |
| ---------- | ------------------ | --------------- | -------------- | ---------------- |
| Governador | 2.895.246 (90,20%) | 239.944 (7,48%) | 74.560 (2,32%) | 3.209.750 (100%) |
| Senador    | 2.836.982 (88,39%) | 286.003 (8,91%) | 86.765 (2,70%) | 3.209.750 (100%) |